# Gilda (film)
A Gilda (Gilda) egy 1946-ban bemutatott fekete-fehér amerikai film Charles Vidor (Vidor Károly) rendezésében Rita Hayworth főszereplésével.

„A leglátványosabb női sex appeal egyeduralkodója a második világháború alatt és a rá következő években Rita Hayworth volt. Legnagyobb sikerét egy közepes filmben, a Gildában aratta: valami szándékos szexuális jelentőséget nyert az, ahogyan Rita lassan lehúzta híressé vált hosszú, fekete kesztyűjét. Akkoriban minden tengerentúlra irányított amerikai katona csomagjában megtalálható volt Rita arcképe. Ezt a fényképet 1945-ben szimbolikusan még egy atombombára is felragasztották.”

– G. C. Castello: Az isteni sztárok

## Cselekmény
Gilda énekesnőként lép fel férje kétes hírű dél-amerikai kaszinójában. Ide vetődik egykori rajongója, egy fiatal szerencselovag, aki dolgozni kezd a férjnek. Nem veszélytelen vállalkozás, különösen, ha még ég a régi tűz…

## Szereplők
- Rita Hayworth (Békés Rita) – Gilda
- Glenn Ford (Láng József) – Johnny Farrell
- George Macready (Básti Lajos) – Ballin Mundson
- Joseph Calleia (Gyenge Árpád) – Obregon
- Steven Geray (Győrffy György) – Pio
- Joe Sawyer (Mádi Szabó Gábor) – Casey